# Weird Science
Weird Science er en amerikansk ungdomsfilm fra 1985 instrueret og skrevet af John Hughes. Filmen har Anthony Michael Hall og Ilan Mitchell-Smith som de to nørdede drenge, der i frustration over ikke at kunne score rigtige piger, skaber deres egen drømme pige.

## Medvirkende
- Anthony Michael Hall
- Ilan Mitchell-Smith
- Kelly LeBrock
- Bill Paxton
- Suzanne Snyder
- Judie Aronson
- Robert Downey Jr.
- Robert Rusler
- Vernon Wells
- Britt Leach
- Barbara Lang
- Ivor Barry
- Ann Coyle
- Michael Berryman
- John Kapelos
- Jill Whitlow
- Wallace Langham
- Renee Props
- Kym Malin

## Ekstern henvisning
- Weird Science på Internet Movie Database (engelsk)
- Weird Science på Filmdatabasen
- Weird Science på Scope
- Weird Science i Svensk Filmdatabas (svensk)
- Weird Science på AlloCiné (fransk)
- Weird Science på MovieMeter (nederlandsk)
- Weird Science på AllMovie (engelsk)
- Weird Science hos American Film Institute (engelsk)
- Weird Science på Turner Classic Movies (engelsk)
- Weird Science på The Movie Database (engelsk)